# 118
118. је била проста година.

## Догађаји
- У Риму довршени велики форум чију изградњу је започео цар Трајан; славолуци, стубови, комплекс тржница и огромна базилика су изграђени на месту где су раније биле стотине станова.
- Хадријан наређује погубљење четворице сенатора − бивших конзула − који су оптужени за заверу с циљем његовог свргавања. Након дуго времена су погоршани односи Сената и римског цара.

## Смрти
- 8. август — Примус, патријарх александријски